# Інститут політики Роберта Дж. Доула

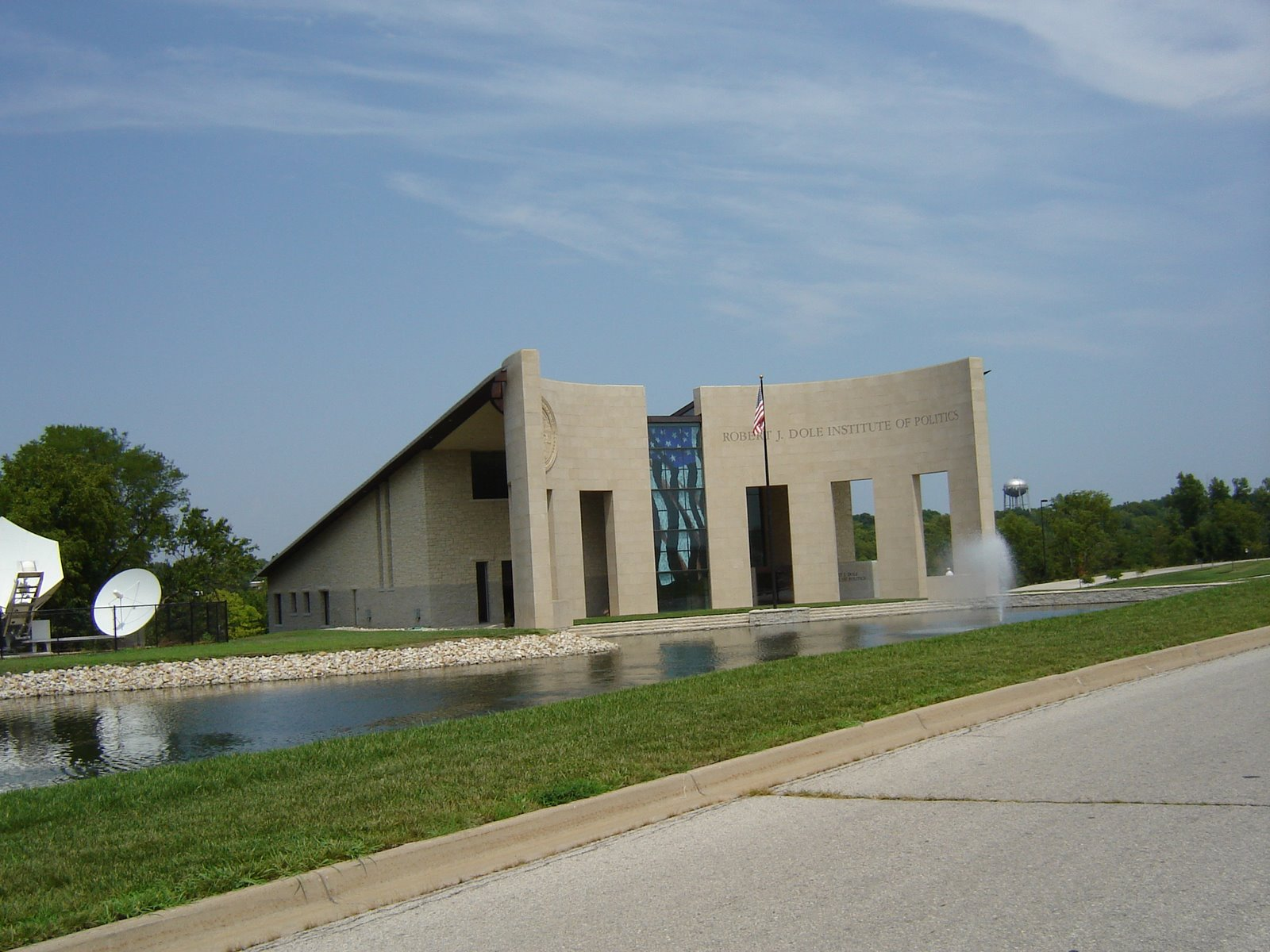
Інститут політики Роберта Дж. Доула

Інститут політики Роберта Дж. Доула (англ. Robert J. Dole Institute of Politics) — заклад у складі Університету Канзасу покликаний сприяти політичній та громадській залученості та неупередженій політичній дискусії. Заснований колишнім сенатором США від Канзасу та кандидатом у президенти Робертом Джозефом Доулом (відомим як Боб Доул). Відкритий 22 липня 2003 (на 80-річчя сенатора). Розміщується у будівлі площею 2600 м², що коштувала 11 млн доларів США.
У складі інституту діють три окремі структури:
- музей життя Боба Доула у контексті Канзасу і так званого «Найвеличнішого покоління» США[1];
- найбільший існуючий конгресовий архів, що містить усі конгресові документи сенатора та зберігається для майбутніх історичних досліджень;
- програма публічних лекцій та заходів.

Інститут спонсорує щорічну Доулівську лекцію (англ. Dole Lecture), яка відбувається у квітні та представляє доповідь особи національного значення щодо певних питань сучасної політики. Щовересня інститут присуджує Доулівську премію лідерства (англ. Dole Leadership Prize), яка включає 25 тис. доларів США готівкою. Серія президентських лекцій представляє провідних дослідників, істориків, журналістів та інших осіб, зокрема, колишніх президентів, міністрів та працівників Білого дому, які обговорюють найвищу посаду країни поєднуючи наукову строгість із доступністю.

## Доулівська лекція
- 2004 — Білл Клінтон (англ. Bill Clinton)
- 2005 — Боб Доул (англ. Bob Dole)
- 2006 — Том Дешл (англ. Tom Daschle)
- 2007 — Річард Маєрс (англ. Richard B. Myers)
- 2008 — Том Брокау (англ. Tom Brokaw)
- 2009 — Боб та Елізабет Доул (англ. Bob and Elizabeth Dole)
- 2010 — Шейла Бейр (англ. Sheila Bair)
- 2011 — Боб Вудворд (англ. Bob Woodward)
- 2012 — Джордж Мітчелл (англ. George J. Mitchell)
- 2013 — Карл Реддел (англ. Carl Reddel)
- 2014 — Аль Фром (англ. Al From)
- 2015 — Лінн Дженкінс (англ. Lynn Jenkins)
- 2016 — Мартін Фрост та Том Девіс (англ. Martin Frost and Tom Davis)
- 2017 — Роберт Каплан (англ. Robert Steven Kaplan)
- 2018 — Влора Читаку (англ. Vlora Çitaku)
- 2019 — Карлі Фіоріна (англ. Carly Fiorina)
- 2021 — Жан-Артур Режибо (англ. Jean-Arthur Régibeau)
- 2022 — Волт Райкер та Кларксон Хайн (англ. Walt Riker and Clarkson Hine)
- 2023 — Трент Лотт и Том Дешл (англ. Trent Lott and Tom Daschle)

## Лауреати Доулівської премії лідерства
- 2003 — Рудольф Джуліані
- 2004 — Джордж Макговерн
- 2005 — Лех Валенса
- 2006 — Говард Бейкер
- 2007 — Джон Льюїс (англ. John Lewis)
- 2008 — Джордж Г. В. Буш
- 2009 — Донна Шалала (англ. Donna Shalala)
- 2010 — Жіноча служба пілотів ВПС США (WASP)
- 2011 — Віктор Ющенко
- 2012 — Проект "Поранений воїн" (англ. Wounded Warrior Project)
- 2013 — Нельсон Мандела
- 2014 — Джон Д. Кемп (англ. John D. Kemp)
- 2015 — Білл Клінтон
- 2016 — Ненсі Кассебаум
- 2017 — Том Гаркін
- 2018 — Джеймс Бейкер
- 2019 — Темпл Ґрандін
- 2022 — Хуан Мануель Сантос

## Лекція «Жінки в лідерстві» Елізабет Доул
- 2017 — Елізабет Доул
- 2018 — Мег Кабат, Робін Лавленд та Керолін Толлівер-Лі (англ. Meg Kabat, Robyn Loveland, and Carolyn Tolliver-Lee)
- 2019 — Шаріс Девідс (англ. Sharice Davids)
- 2020 — Діана М. Голланд (англ. Diana M. Holland)
- 2022 — Шеррі Роллінз Вестін (англ. Sherrie Rollins Westin)